# Buntkopf-Felshüpfer
Der Buntkopf-Felshüpfer (Picathartes oreas) ist ein stark gefährdeter Felshüpfer aus der Familie der Picathartidae. Die Population der Spezies ist in ganz Zentralafrika räumlich fragmentiert. Die Dichte dieser Art ist in den Gebieten, in denen der Buntkopf-Felshüpfer vorzugsweise lebt, sehr gering. Sein Lebensraum wird durch Raubbau des Regenwaldes ständig kleiner. Deshalb ist der Vogel auf der Roten Liste der gefährdeten Arten des IUCN.

## Identifikation
Der Vogel ist relativ groß. Der Kopf ist karmin, schwarz und lila gefärbt. Der Körper hat eine bläulich-graue Färbung, die am Hals in ein seidiges Grau übergeht. Die Brust und der Bauch sind gelb. Der Buntkopf-Felshüpfer hüpft gelegentlich auf dem Waldboden, oder man entdeckt ihn bei kurzen Flügen zwischen den Bäumen. Längere bzw. ausgedehnte Flüge des Vogels sind nicht bekannt.

## Verbreitungsgebiet

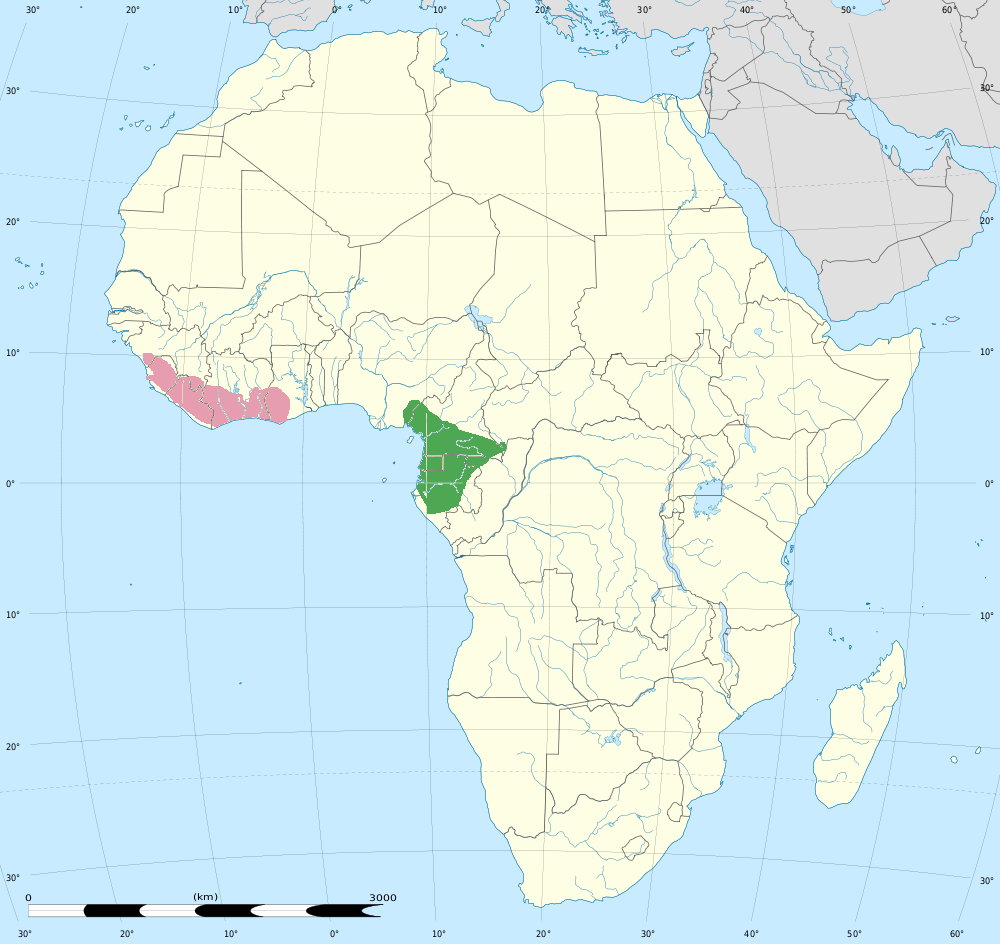
Verbreitungsgebiet des Buntkopf-Felshüpfers (grün)

Den Buntkopf-Felshüpfer findet man im Südosten Nigerias, West- und Südkamerun, Gabun, auf dem kontinentalen Teil Äquatorialguineas sowie im Südwesten von Bioko. Meist bewegt er sich im Baldachin des primären Regenwaldes. Die Brutplätze der Tiere sind sehr spezifisch. Bevorzugt werden Felsvorsprünge, um die Nester vor Regen, herabfallenden Steinen und Eindringlingen zu schützen.